# Sten Ljunggren
Sten Ivar Ljunggren (født 16. oktober 1938 i Stockholm) er en svensk skuespiller, der har optrådt i over 145 film. Han har for eksempel medvirket i tv-serierne Strandvaskeren, Rederiet, Skærgårdsdoktoren og Pistvakt.
I 2021 modtog Ljunggren en Hedersguldbagge for sine mange præstationer i svensk film.

## Privatliv
Sammen med skuespillerinden Barbro Oborg har han tre børn.

## Udvalgt filmografi
- Lära för livet (tv-serie, 1977)
- Fidusen (1978)
- Strandvaskeren (tv-serie, 1978)
- Mor gifter sig (tv-serie, 1979-1980)
- Kalabaliken i Bender (1983)
- Jönssonligan får guldfeber (1984)
- Dødgo'e venner (1985)
- Ærter og knurhår (1986)
- Det niende kompagni (1987)
- S.O.S. - amatører til søs (1988)
- Tre kärlekar (tv-serie, 1989-1991)
- Smash (tv-serie, 1990)
- Lotte flytter hjemmefra (1993)
- Rederiet (tv-serie, 1994-2001)
- Frihedens skygge (tv-serie, 1994)
- Harry & Sonja (1996)
- The Disappearance of Finbar (1996)
- Svensson, Svensson - Filmen (1997)
- Skærgårdsdoktoren (tv-serie, 1997-2000)
- Beck (tv-serie, 1998)
- Pistvakt (tv-serie, 1998-2000)
- Dødelig drift (1999)
- Tillsammans (2000)
- Kommissarie Winter (tv-serie, 2001)
- Lilla Jönssonligan på kollo (2004)
- Populærmusik fra Vittula (2004)
- Graven (tv-serie, 2005)
- Vidunderlig kærlighed (2006)
- Gynekologen i Askim (tv-serie, 2007)
- Ett gott parti (tv-serie, 2007)
- Fire år til (2010)
- Vores venners liv (tv-serie, 2010)
- Kommissæren og havet (tv-serie, 2011)
- Någon annanstans i Sverige (2011)
- Wallander (tv-serie, 2013)
- Mig ejer ingen (2013)
- Vi (2013)
- Den fjerde mand (tv-serie, 2014-2015)
- Nylon (kortfilm, 2015)
- Grænse (2018)
- Det som skjules i sneen (tv-serie, 2018)
- Bäckström (tv-serie, 2020)
- Maria Wern (tv-serie, 2020)
- Brænd alle mine breve (2022)
- Tillsammans 99 (2023)
- Veronika (tv-serie, 2024)